# Chiesa di Sant'Ambrogio di Fegino
La chiesa di Sant'Ambrogio di Fegino è un edificio religioso del quartiere genovese di Rivarolo. La sua comunità parrocchiale fa parte del vicariato di Rivarolo dell'arcidiocesi di Genova. La chiesa sorge sulla collina di Fegino, località affacciata sulla sponda destra del Polcevera, che fino al 1926 faceva parte del soppresso comune di Borzoli.

## Storia
La località di Fegino, uno dei pochi toponimi romani della val Polcevera, è citata nella Tabula Peutingeriana come ad Figlinas (dal latino "figulus", vasaio) a indicare un luogo in cui veniva lavorata la terracotta, ed era fin dall'epoca romana un importante snodo viario in cui convergevano i percorsi da Pontedecimo al mare di Sestri Ponente e quello proveniente da Rivarolo in corrispondenza di un guado sul Polcevera.
Le prime notizie di una chiesa dedicata sant'Ambrogio alla sommità della collina di Fegino, all'intersezione di queste antiche vie, risalgono a un atto notarile del 1122, ma si ritiene la sua costruzione molto anteriore a questa data; la chiesa è nuovamente citata in un documento del 1216 e nel 1311 è indicata come suffraganea della pieve di Santo Stefano di Borzoli.
La chiesa, sorta probabilmente sul sito di un antico tempio pagano e più volte rimaneggiata, fu completamente ricostruita nel XVII secolo e consacrata nel 1647 dal cardinale Stefano Durazzo. Saccheggiata e gravemente danneggiata e dai soldati austriaci durante gli eventi bellici del 1746-1747, subì successivamente anche un devastante incendio.
A partire dal 1871 avvennero importanti lavori di ristrutturazione, con cui la chiesa fu allungata e allargata, trasformandone la pianta a croce greca e fu costruita la grande cupola con copertura in rame, che rende l’edificio ben riconoscibile da ogni parte della bassa val Polcevera. I lavori terminarono nel 1888 e la chiesa fu arricchita di opere d'arte. Nel 2016 è stato restaurato il campanile.

## Descrizione

### Esterno

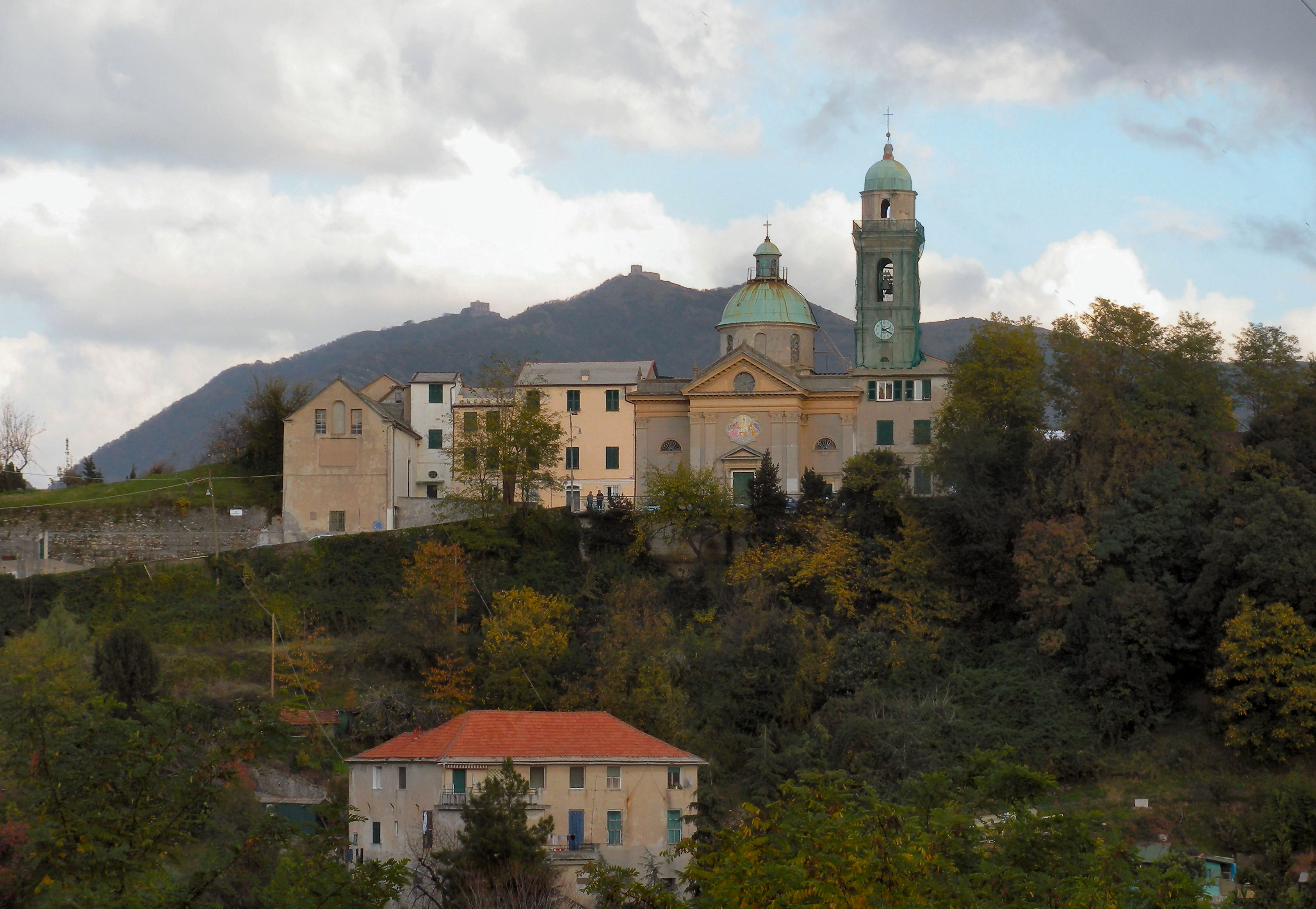
Altra vista della chiesa con l'adiacente oratorio

La chiesa sorge sulla collina di Fegino, in posizione panoramica sulla bassa val Polcevera, al centro di un grande piazzale. La facciata, in stile neoclassico, presenta due coppie di lesene agli angoli sormontate da capitelli corinzi uniti da una trabeazione con la scritta "Divo Ambrosio dicatum" e coronata da un frontone triangolare con al centro un rosone semicircolare. Il portale d'ingresso riprende il motivo della facciata, con un piccolo frontone triangolare sormontato da un affresco polilobato. Arretrati rispetto alla facciata sono i due ingressi laterali, anch'essi con lesene ai lati e sormontati da piccoli rosoni semicircolari. La copertura dei quattro bracci è a doppia falda con rivestimento in lastre di ardesia mentre la cupola centrale è ricoperta di lastre di rame.
Accanto alla chiesa, incorporato nella struttura del complesso ma con ingresso indipendente, si trova l'oratorio della confraternita della Santissima Trinità. Annessa alla chiesa, sul lato sinistro, è la canonica, costruita in occasione dei lavori di trasformazione della chiesa e ampliata nei primi anni del Novecento. Sul lato destro si innalza il campanile.

### Interno
L'interno ha pianta a croce greca a tre navate separate da massicci pilastri collegati da arcate e abside semicircolare. La cupola si eleva all'incrocio tra la navata centrale e il transetto. Le pavimentazioni sono formate da lastre trapezoidali alternate di marmo bianco e ardesia.

### Opere d'arte
Gli affreschi nella volta del presbiterio furono eseguiti nel 1897 dai pittori Giuseppe Canevelli (1844-1925) e Alberto Beniscelli (1870-1952), nel quindicesimo centenario della morte di S. Ambrogio. Nella chiesa è custodito un grande Cristo processionale della scuola del Maragliano ed un presepe provenzale, visibile nel periodo natalizio.